# Osiny (powiat bełchatowski)
Osiny – wieś sołecka w Polsce położona w województwie łódzkim, w powiecie bełchatowskim, w gminie Szczerców.

## Historia
Pierwsza pisana wzmianka o Osinach pochodzi z 1393 r. Ossyny wymieniane są w składzie parafii Rzassyna w arcybiskupstwie gnieźnieńskim. Osada położona była przy trakcie kupieckim z Krakowa do Kalisza. Nazwa Osiny pochodzi od nazwy drzewa osika (osina). Prawdopodobnie miejsce założenia osady porastały lasy łęgowe z przewaga osiny.
We wsi istniał dwór i folwark szlachecki. W XV w skład dóbr Osiny wchodziła też osada Puszcza. W 1459 dziedzic dóbr Andrzej Osiński wybudował w Puszczy kościół. Ta drewniana świątynia była kościołem filialnym parafii św. Mateusza w Rząśni. W 1529 była to już samodzielna parafia pw. św. Leonarda powołana dzięki staraniom rodziny Osińskich i pozostająca pod jej patronatem. Parafia Osiny (od XVIII w. nazywana w tekstach źródłowych Puszcza) wchodziła w skład dekanatu szadkowskiego, w archidiecezji gnieźnienskiej, należały do niej w roku erygowania Osiny, Chabielice i Puszcza. Według regestrów podatkowych z 1511 było w Osinach 6 zagród kmiecych.
W XVIII wieku dobra Osiny należały do rodziny Rychłowskich herbu Nałęcz, dziedzicami wsi w kolejności chronologicznej byli: Antoni, Zofia, Józef oraz Alojzy Rychłowscy.
W 1790 dekretem  consistorium gnieźnieńskiego zlikwidowano parafię Puszcza a Osiny wcielono do parafii Chabielice.
Na początku XIX wieku we wsi było 35 zagród, 336 mieszkańców, a w folwarku znajdował się dwór, 5 domów i 28 mieszkańców. Przy trakcie stała karczma, którą prowadzili: Izaak Jakubowicz (1815), Letman Przedborski (1820), Wojciech Wojciechowski (1820), Marcin Drozd (1838). W 1814 posesorem majątku był Stanisław Karoński herbu Syrokomla, a w 1818 Maciej Wróblewski. Osiny należały do gminy Chabielice w powiecie radomskim i departamencie kaliskim.
W 1820 właścicielem dóbr Osiny był Filip Grapów, w 1828 Leopold Błeszyński herbu Suchekomnaty. W 1831 majątek dzierżawił Michał Szelski a ekonomem był Stanisław Kucharski.

Zabudowania  folwarczne majątku Osiny według inwentarza sporządzonego w 1836 roku :

Dobra były własnością Gabriela Turskiego, a ich dzierżawcą był wówczas Lejzer Rozenblat.  Mieszkał on we dworze na podmurowaniu, z drzewa kostkowego, krytym szkudłą (rodzajem gontu) o wymiarach 51 x 24 x 6. Do zabudowań produkcyjno - gospodarczych należała gorzelnia z browarem murowana kryta szkudłą o wymiarach 36x 19x 5,5, stajnia z drewna kostkowego kryta szkudłą o wymiarach 29 x 13 x 4, suszarnia z drzewa kostkowego kryta szkudłą o wymiarach 14 x 10 x 4, drewniana piwnica na okowitę o wymiarach 26 x 12 x 3, spichlerz drewniany kryty szkudłą o wymiarach 14 x 10 x 3,5, wolarnia z drewna kostkowego kryta słomą o wymiarach 25 x 13 x 4, obory o wymiarach 41 x 18 x 4, owczarnia z drzewa kostkowego kryta szkudłą o wymiarach 87 x 20 x 5 oraz trzy stodoły z drzewa kostkowego kryte słomą o wymiarach 42 x 15 x 3 (wszystkie wymiary w łokciach).

W latach 40. XIX wieku z majątku wydzielono i rozparcelowano dużą część gruntów. Działki wydzierżawiono bądź sprzedano okolicznym chłopom, powstały wówczas kolonie Janówka i Tatar oraz zasiedlono pustkowie Kamień.
W 1874 jak podaje Słownik geograficzny Królestwa Polskiego i innych krajów słowiańskich dobra Osiny liczyły 2178 mórg, w tym 1325 mórg lasu i pokłady torfu. Majątek ziemski Osiny składał się z folwarku i wsi: Osiny, Janówka, Kamień, Podwinek, Puszcza, Tatar i Winek.
Osiny należały wówczas do parafii i gminy Chabielice, w powiecie piotrkowskim, w guberni piotrkowskiej. We wsi była państwowa szkoła początkowa.
Po I wojnie światowej, w II Rzeczypospolitej we wsi była szkoła podstawowa, sklep, który prowadził Kieruzel K. oraz działało Spółdzielcze Stowarzyszenie Spożywców.
Terytorialnie wieś należała do gminy Chabielice w powiecie piotrkowskim, w województwie łódzkim. Podlegała pod sąd pokoju w Bełchatowie i sąd okręgowy w Piotrkowie Trybunalskim.
W PRL wieś o charakterze rolniczym, zwartej zabudowie, ze szkołą podstawową, z prężnie działającą Ochotniczą Strażą Pożarną, zlewnią mleka, kółkiem rolniczym.
W latach 1975–1998 miejscowość należała administracyjnie do województwa piotrkowskiego.